# Iván Feo
Iván Feo García (n. Caracas, Venezuela, 3 de marzo de 1947 - f. Caracas, Venezuela, 5 de agosto de 2024) fue un director, guionista, productor, actor de cine y profesor de la Universidad Central de Venezuela.Reconocido como director de las películas País portátil, junto a Antonio Llerandi (1979), Ifigenia, la película (1987) y Tosca, la verdadera historia (2001).

## Biografía

### Primeros años y estudios
Fue hijo de Guillermo Feo Calcaño, reconocido crítico teatral de Venezuela (1918-2015). Compartió su actividad cinematográfica con el oficio de publicista y luego con la enseñanza universitaria, espacio donde logró combinar su trabajo de creación cinematográfica con la docencia en la Escuela de Artes de la Universidad Central de Venezuela.
Realizó sus estudios universitarios en la Universidad Central de Venezuela, obteniendo el título de Licenciado en Letras egresado de la Facultad de Humanidades y Educación. En la misma universidad ejerció como Profesor de Cine, de la Escuela de Artes de la misma Facultad hasta su jubilación.Dictó 44 materias en dicha escuela y sus primeros ascensos lo llevaron hasta titularse como Profesor Agregado, ocurrieron con trabajos referidos, respectivamente, a sus dos experiencias docentes con los Films-Escuela: Ifigenia y Tosca.

### Carrera cinematográfica
En 1979 coescribió y codirigió País portátil , junto con Antonio Llerandi, adaptación de la novela homónima de Adriano González León.
Iván Feo fue pionero en Venezuela por haber dirigido dos Films-Escuela, Ifigenia y Tosca, producidas por la Universidad Central de Venezuela.
Ifigenia, estrenada en 1987, es una adaptación de la novela de Teresa de la Parra, mientras que Tosca está basada en la ópera de Puccini. 
Su última obra fue el guion poético y dramático, Arcadia Blues, el cual ambicionaba convertir en largometraje, no obstante la comprometida situación económica y política de su país.

## Filmografía

### Largometrajes
| Año  | Película                     | Notas |
| ---- | ---------------------------- | --- |
| 1979 | País portátil                | Codirigida con Antonio Llerandi. Premio de Juradodel Festival Internacional del Nuevo Cine Latinoamericano de La Habana, Cuba de 1979 |
| 1986 | Ifigenia                     | Premio Especial del Jurado del Festival de Cine de Bogotá de 1986                                                                     |
| 2001 | Tosca, la verdadera historia | |

### Cortometrajes
- Descarga, codirigida con Antonio Llerandi (1974)
- Se mueve, codirigida con Antonio Llerandi (1975)
- Adriano a 13 voces (2004)

### Títulos como actor
- La empresa perdona un momento de locura, de Mauricio Walerstein (1978)
- País portátil, de Iván feo y Antonio Llerandi (1979)
- Cangrejo II, de Román Chalbaud (1984)
- Colt Comando 5,56, de César Bolívar (1986)
- Ifigenia, de Iván feo (1987)
- Macu, la mujer del policía, de Solveig Hoogesteijn (1987)
- Tosca, la verdadera historia, de Iván feo (2001)